# Bledar Kola
Bledar Kola (Alessio, 1º agosto 1972) è un allenatore di calcio ed ex calciatore albanese, di ruolo centrocampista, vice-allenatore dell'Arīs Salonicco.

## Statistiche

### Presenze e reti nei club
Statistiche aggiornate al 25 maggio 2005.
| Stagione                | Squadra                 | Campionato              | Campionato | Campionato | Coppe nazionali | Coppe nazionali | Coppe nazionali | Coppe continentali | Coppe continentali | Coppe continentali | Altre coppe | Altre coppe | Altre coppe | Totale | Totale |
| Stagione                | Squadra                 | Comp                    | Pres       | Reti       | Comp            | Pres            | Reti            | Comp               | Pres               | Reti               | Comp        | Pres        | Reti        | Pres   | Reti   |
| ----------------------- | ----------------------- | ----------------------- | ---------- | ---------- | --------------- | --------------- | --------------- | ------------------ | ------------------ | ------------------ | ----------- | ----------- | ----------- | ------ | ------ |
| 1988-1989               | Besëlidhja              | KP                      | 0          | 0          | CA              | 0               | 0               | -                  | -                  | -                  | -           | -           | -           | 0      | 0      |
| 1989-1990               | Partizani Tirana        | KP                      | 35         | 6          | CA              | 0               | 0               | -                  | -                  | -                  | -           | -           | -           | 35     | 6      |
| lug.-ott. 1990          | Partizani Tirana        | KP                      | 0          | 0          | CA              | 0               | 0               | CU                 | 2                  | 0                  | -           | -           | -           | 2      | 0      |
| Totale Partizani Tirana | Totale Partizani Tirana | Totale Partizani Tirana | 35         | 6          |                 | 0               | 0               |                    | 2                  | 0                  |             | -           | -           | 37     | 6      |
| 1990-1991               | Elbasani                | KP                      | 21         | 1          | CA              | 0               | 0               | -                  | -                  | -                  | -           | -           | -           | 21     | 1      |
| 1991-1992               | Panargeiakos            | BE                      | 21         | 1          | CG              | 0               | 0               | -                  | -                  | -                  | -           | -           | -           | 21     | 1      |
| 1992-1993               | Panargeiakos            | BE                      | 28         | 4          | CG              | 0               | 0               | -                  | -                  | -                  | -           | -           | -           | 28     | 4      |
| 1993-1994               | Panargeiakos            | BE                      | 28         | 8          | CG              | 0               | 0               | -                  | -                  | -                  | -           | -           | -           | 28     | 8      |
| Totale Panargeiakos     | Totale Panargeiakos     | Totale Panargeiakos     | 77         | 13         |                 | 0               | 0               |                    | -                  | -                  |             | -           | -           | 77     | 13     |
| 1994-1995               | Apollōn Smyrnīs         | AE                      | 32         | 4          | CG              | 0               | 0               | -                  | -                  | -                  | -           | -           | -           | 32     | 4      |
| 1995-1996               | Apollōn Smyrnīs         | AE                      | 31         | 6          | CG              | 0               | 0               | CU                 | 2                  | 2                  | -           | -           | -           | 33     | 8      |
| 1996-1997               | Panathīnaïkos           | AE                      | 25         | 0          | CG              | 4               | 0               | UCL+CU             | 1+1                | 0                  | SG          | 1           | 0           | 32     | 0      |
| 1997-1998               | Panathīnaïkos           | AE                      | 23         | 2          | CG              | 2               | 0               | -                  | -                  | -                  | -           | -           | -           | 25     | 2      |
| 1998-1999               | Panathīnaïkos           | AE                      | 25         | 1          | CG              | 5               | 0               | UCL                | 7                  | 0                  | -           | -           | -           | 37     | 1      |
| 1999-2000               | Panathīnaïkos           | AE                      | 26         | 7          | CG              | 3               | 0               | CU                 | 4                  | 0                  | -           | -           | -           | 33     | 7      |
| 2000-gen. 2001          | Panathīnaïkos           | AE                      | 7          | 0          | CG              | 5               | 1               | UCL                | 6                  | 0                  | -           | -           | -           | 18     | 1      |
| Totale Panathīnaïkos    | Totale Panathīnaïkos    | Totale Panathīnaïkos    | 106        | 10         |                 | 19              | 1               |                    | 19                 | 0                  |             | 1           | 0           | 145    | 11     |
| gen.-giu. 2001          | AEK Atene               | AE                      | 9          | 0          | CG              | 1               | 0               | -                  | -                  | -                  | -           | -           | -           | 10     | 0      |
| 2001-2002               | AEK Atene               | AE                      | 2          | 0          | CG              | 8               | 2               | CU                 | 4                  | 0                  | -           | -           | -           | 14     | 2      |
| Totale AEK Atene        | Totale AEK Atene        | Totale AEK Atene        | 11         | 0          |                 | 9               | 2               |                    | 4                  | 0                  |             | -           | -           | 24     | 2      |
| 2002-2003               | Kallithea               | AE                      | 16         | 1          | CG              | 3               | 0               | -                  | -                  | -                  | -           | -           | -           | 19     | 1      |
| 2003-2004               | Apollōn Smyrnīs         | BE                      | 19         | 2          | CG              | 2               | 0               | -                  | -                  | -                  | -           | -           | -           | 21     | 2      |
| Totale Apollōn Smyrnīs  | Totale Apollōn Smyrnīs  | Totale Apollōn Smyrnīs  | 82         | 12         |                 | 2               | 0               |                    | 2                  | 2                  |             | -           | -           | 86     | 14     |
| Totale carriera         | Totale carriera         | Totale carriera         | 348        | 43         |                 | 33              | 3               |                    | 27                 | 2                  |             | 1           | 0           | 409    | 48     |

### Cronologia presenze e reti in nazionale
| Cronologia completa delle presenze e delle reti in nazionale ― Albania | Cronologia completa delle presenze e delle reti in nazionale ― Albania | Cronologia completa delle presenze e delle reti in nazionale ― Albania | Cronologia completa delle presenze e delle reti in nazionale ― Albania | Cronologia completa delle presenze e delle reti in nazionale ― Albania | Cronologia completa delle presenze e delle reti in nazionale ― Albania | Cronologia completa delle presenze e delle reti in nazionale ― Albania | Cronologia completa delle presenze e delle reti in nazionale ― Albania |
| Data                                                                   | Città                                                                  | In casa                                                                | Risultato                                                              | Ospiti                                                                 | Competizione                                                           | Reti                                                                   | Note                                                                   |
| ---------------------------------------------------------------------- | ---------------------------------------------------------------------- | ---------------------------------------------------------------------- | ---------------------------------------------------------------------- | ---------------------------------------------------------------------- | ---------------------------------------------------------------------- | ---------------------------------------------------------------------- | ---------------------------------------------------------------------- |
| 19-12-1990                                                             | Siviglia                                                               | Spagna                                                                 | 9 – 0                                                                  | Albania                                                                | Qual. Euro 1992                                                        | -                                                                      | 37’                                                                    |
| 1-5-1991                                                               | Tirana                                                                 | Albania                                                                | 0 – 2                                                                  | Cecoslovacchia                                                         | Qual. Euro 1992                                                        | -                                                                      | 73’                                                                    |
| 29-1-1992                                                              | Tirana                                                                 | Albania                                                                | 1 – 0                                                                  | Grecia                                                                 | Amichevole                                                             | -                                                                      | 46’                                                                    |
| 7-9-1994                                                               | Cardiff                                                                | Galles                                                                 | 2 – 0                                                                  | Albania                                                                | Qual. Euro 1996                                                        | -                                                                      |                                                                        |
| 16-11-1994                                                             | Tirana                                                                 | Albania                                                                | 1 – 2                                                                  | Germania                                                               | Qual. Euro 1996                                                        | -                                                                      | 56’                                                                    |
| 14-12-1994                                                             | Tirana                                                                 | Albania                                                                | 0 – 1                                                                  | Georgia                                                                | Qual. Euro 1996                                                        | -                                                                      |                                                                        |
| 18-12-1994                                                             | Kaiserslautern                                                         | Germania                                                               | 2 – 1                                                                  | Albania                                                                | Qual. Euro 1996                                                        | -                                                                      | 60’                                                                    |
| 7-6-1995                                                               | Chișinău                                                               | Moldavia                                                               | 2 – 3                                                                  | Albania                                                                | Qual. Euro 1996                                                        | -                                                                      |                                                                        |
| 6-9-1995                                                               | Tirana                                                                 | Albania                                                                | 1 – 1                                                                  | Bulgaria                                                               | Qual. Euro 1996                                                        | -                                                                      | 65’                                                                    |
| 7-10-1995                                                              | Sofia                                                                  | Bulgaria                                                               | 3 – 0                                                                  | Albania                                                                | Qual. Euro 1996                                                        | -                                                                      |                                                                        |
| 14-8-1996                                                              | Amarousio                                                              | Grecia                                                                 | 2 – 1                                                                  | Albania                                                                | Amichevole                                                             | -                                                                      | 85’                                                                    |
| 9-10-1996                                                              | Tirana                                                                 | Albania                                                                | 0 – 3                                                                  | Portogallo                                                             | Qual. Mondiali 1998                                                    | -                                                                      |                                                                        |
| 9-11-1996                                                              | Tirana                                                                 | Albania                                                                | 1 – 1                                                                  | Armenia                                                                | Qual. Mondiali 1998                                                    | -                                                                      | 83’                                                                    |
| 14-12-1996                                                             | Belfast                                                                | Irlanda del Nord                                                       | 2 – 0                                                                  | Albania                                                                | Qual. Mondiali 1998                                                    | -                                                                      |                                                                        |
| 29-3-1997                                                              | Granada                                                                | Albania                                                                | 0 – 1                                                                  | Ucraina                                                                | Qual. Mondiali 1998                                                    | -                                                                      |                                                                        |
| 2-4-1997                                                               | Granada                                                                | Albania                                                                | 2 – 3                                                                  | Germania                                                               | Qual. Mondiali 1998                                                    | 2                                                                      |                                                                        |
| 6-9-1997                                                               | Erevan                                                                 | Armenia                                                                | 3 – 0                                                                  | Albania                                                                | Qual. Mondiali 1998                                                    | -                                                                      | 50’                                                                    |
| 10-9-1997                                                              | Zurigo                                                                 | Albania                                                                | 1 – 0                                                                  | Irlanda del Nord                                                       | Qual. Mondiali 1998                                                    | -                                                                      |                                                                        |
| 11-10-1997                                                             | Hannover                                                               | Germania                                                               | 4 – 3                                                                  | Albania                                                                | Qual. Mondiali 1998                                                    | -                                                                      |                                                                        |
| 21-1-1998                                                              | Adalia                                                                 | Turchia                                                                | 1 – 4                                                                  | Albania                                                                | Amichevole                                                             | -                                                                      |                                                                        |
| 8-2-1998                                                               | Ta' Qali                                                               | Albania                                                                | 0 – 3                                                                  | Georgia                                                                | Rothmans Tournament 1998                                               | -                                                                      |                                                                        |
| 10-2-1998                                                              | Ta' Qali                                                               | Albania                                                                | 2 – 2                                                                  | Lettonia                                                               | Rothmans Tournament 1998                                               | 2                                                                      |                                                                        |
| 19-8-1998                                                              | Nicosia                                                                | Cipro                                                                  | 3 – 2                                                                  | Albania                                                                | Amichevole                                                             | -                                                                      |                                                                        |
| 5-9-1998                                                               | Tbilisi                                                                | Georgia                                                                | 1 – 0                                                                  | Albania                                                                | Qual. Euro 2000                                                        | -                                                                      | 67’                                                                    |
| 14-10-1998                                                             | Oslo                                                                   | Norvegia                                                               | 2 – 2                                                                  | Albania                                                                | Qual. Euro 2000                                                        | -                                                                      | 89’                                                                    |
| 18-11-1998                                                             | Scutari                                                                | Albania                                                                | 0 – 0                                                                  | Grecia                                                                 | Qual. Euro 2000                                                        | -                                                                      |                                                                        |
| 10-2-1999                                                              | Tirana                                                                 | Albania                                                                | 2 – 0                                                                  | Macedonia                                                              | Amichevole                                                             | -                                                                      | 78’                                                                    |
| 28-4-1999                                                              | Liepāja                                                                | Lettonia                                                               | 0 – 0                                                                  | Albania                                                                | Qual. Euro 2000                                                        | -                                                                      |                                                                        |
| 5-6-1999                                                               | Scutari                                                                | Albania                                                                | 1 – 2                                                                  | Norvegia                                                               | Qual. Euro 2000                                                        | -                                                                      | 70’                                                                    |
| 18-8-1999                                                              | Lubiana                                                                | Slovenia                                                               | 2 – 0                                                                  | Albania                                                                | Qual. Euro 2000                                                        | -                                                                      | 68’                                                                    |
| 6-10-1999                                                              | Atene                                                                  | Grecia                                                                 | 2 – 0                                                                  | Albania                                                                | Qual. Euro 2000                                                        | -                                                                      |                                                                        |
| 9-10-1999                                                              | Scutari                                                                | Albania                                                                | 2 – 1                                                                  | Georgia                                                                | Qual. Euro 2000                                                        | 1                                                                      |                                                                        |
| 26-4-2000                                                              | Prilep                                                                 | Macedonia                                                              | 1 – 0                                                                  | Albania                                                                | Amichevole                                                             | -                                                                      | 70’                                                                    |
| 15-8-2000                                                              | Tirana                                                                 | Albania                                                                | 0 – 0                                                                  | Cipro                                                                  | Amichevole                                                             | -                                                                      |                                                                        |
| 2-9-2000                                                               | Helsinki                                                               | Finlandia                                                              | 2 – 1                                                                  | Albania                                                                | Qual. Mondiali 2002                                                    | -                                                                      | 30’                                                                    |
| 11-10-2000                                                             | Scutari                                                                | Albania                                                                | 2 – 0                                                                  | Grecia                                                                 | Qual. Mondiali 2002                                                    | -                                                                      |                                                                        |
| 15-11-2000                                                             | Tirana                                                                 | Albania                                                                | 3 – 0                                                                  | Malta                                                                  | Amichevole                                                             | -                                                                      | 79’                                                                    |
| 24-3-2001                                                              | Leverkusen                                                             | Germania                                                               | 2 – 1                                                                  | Albania                                                                | Qual. Mondiali 2002                                                    | 1                                                                      |                                                                        |
| 28-3-2001                                                              | Scutari                                                                | Albania                                                                | 1 – 3                                                                  | Inghilterra                                                            | Qual. Mondiali 2002                                                    | -                                                                      | 82’                                                                    |
| Totale                                                                 |                                                                        | Presenze                                                               | 39                                                                     |                                                                        | Reti                                                                   | 6                                                                      |                                                                        |

### Cronologia presenze e reti in nazionale - Partite non ufficiali
| Cronologia completa delle presenze e delle reti in nazionale ― Kosovo | Cronologia completa delle presenze e delle reti in nazionale ― Kosovo | Cronologia completa delle presenze e delle reti in nazionale ― Kosovo | Cronologia completa delle presenze e delle reti in nazionale ― Kosovo | Cronologia completa delle presenze e delle reti in nazionale ― Kosovo | Cronologia completa delle presenze e delle reti in nazionale ― Kosovo | Cronologia completa delle presenze e delle reti in nazionale ― Kosovo | Cronologia completa delle presenze e delle reti in nazionale ― Kosovo |
| Data                                                                  | Città                                                                 | In casa                                                               | Risultato                                                             | Ospiti                                                                | Competizione                                                          | Reti                                                                  | Note                                                                  |
| --------------------------------------------------------------------- | --------------------------------------------------------------------- | --------------------------------------------------------------------- | --------------------------------------------------------------------- | --------------------------------------------------------------------- | --------------------------------------------------------------------- | --------------------------------------------------------------------- | --------------------------------------------------------------------- |
| 6-9-2002                                                              | Pristina                                                              | Kosovo                                                                | 0 – 1                                                                 | Albania                                                               | Amichevole                                                            | -                                                                     | 75’                                                                   |
| Totale                                                                |                                                                       | Presenze                                                              | 1                                                                     |                                                                       | Reti                                                                  | 0                                                                     |                                                                       |

## Palmarès

### Club

#### Competizioni nazionali
- Coppa di Grecia: 1

AEK Atene: 2001-2002